# Zirlitzgraben

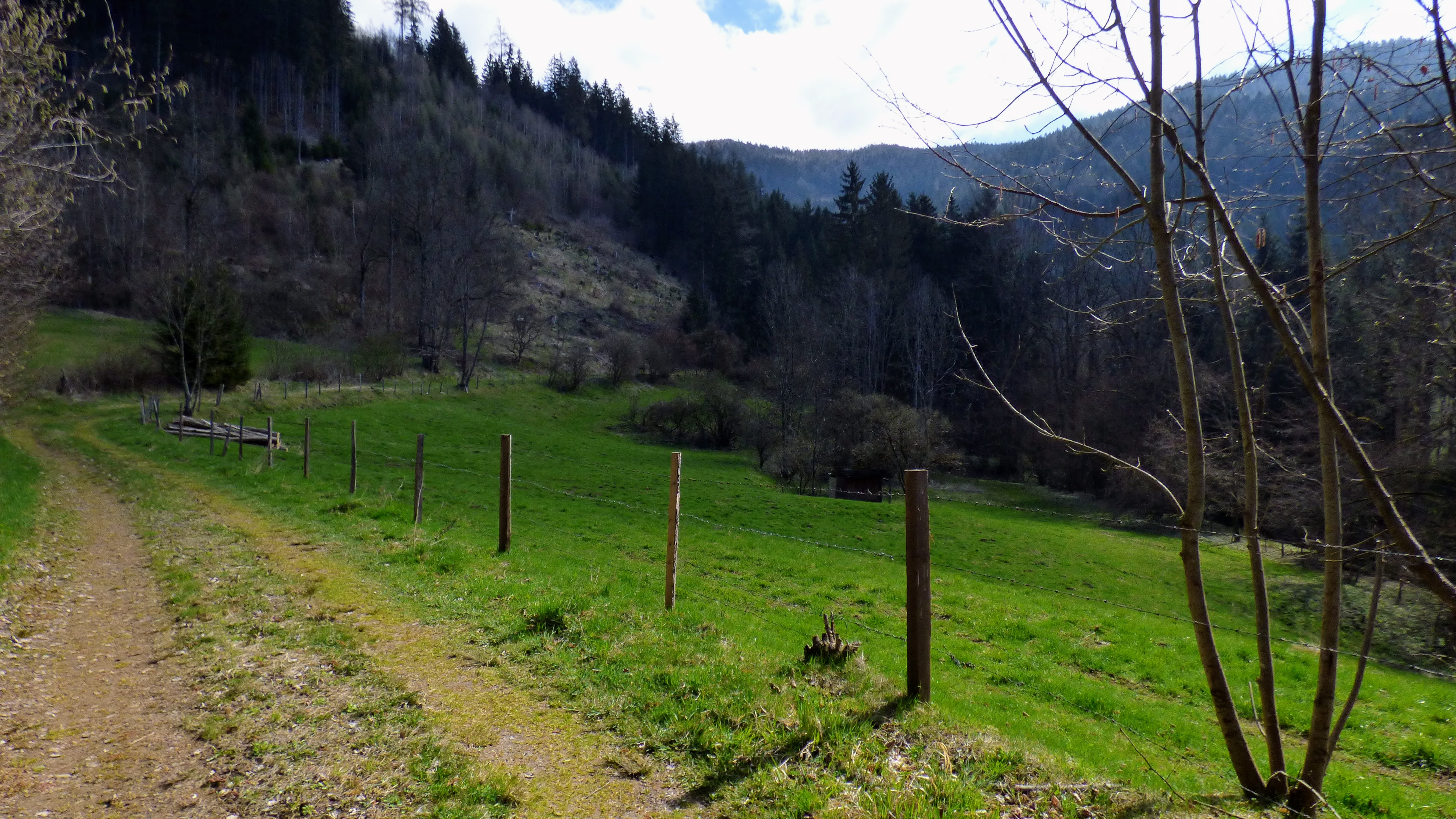
Zirlitzgraben

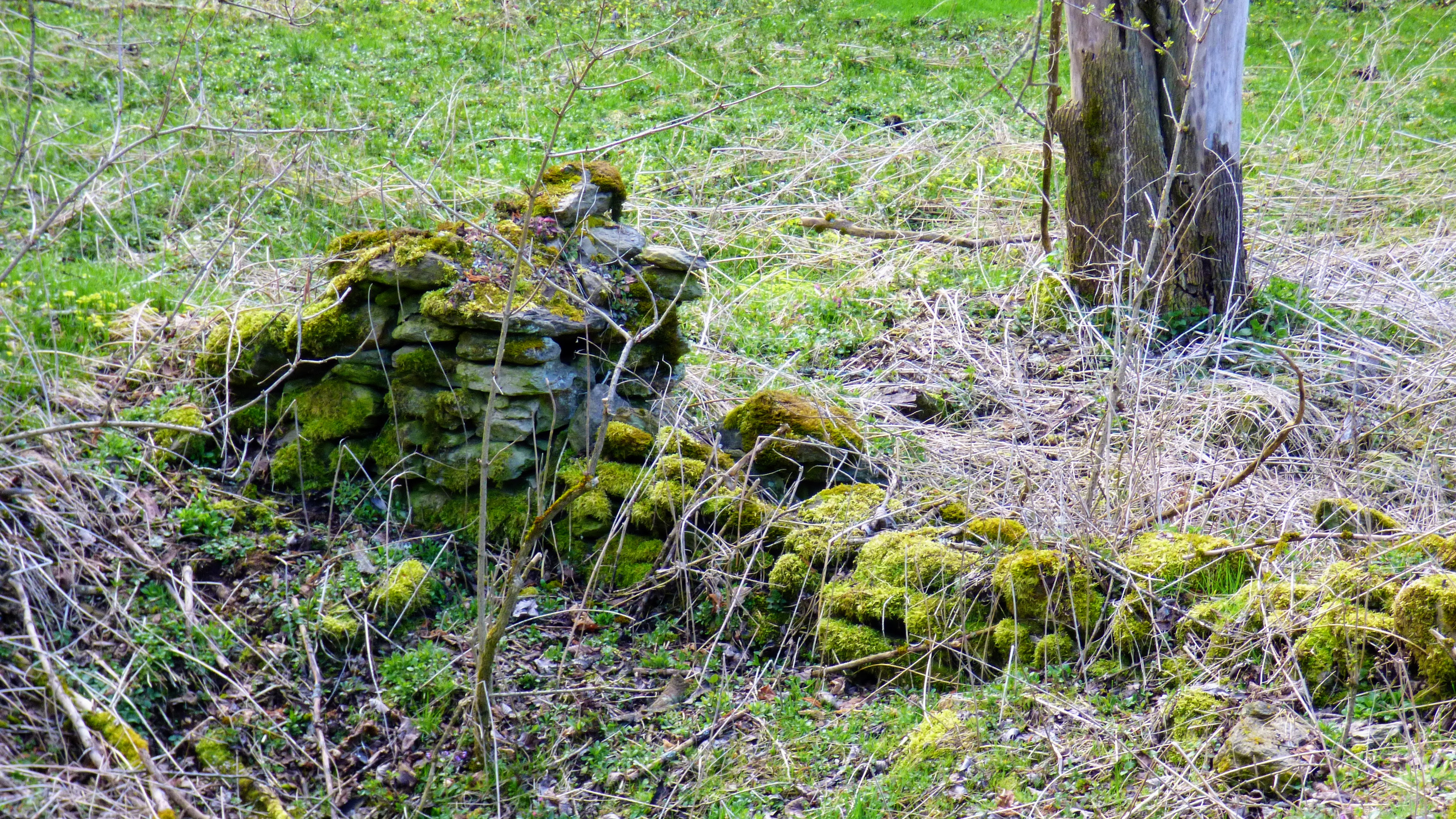
Mauerreste des Steuerbauerhofs, Zirlitzgraben

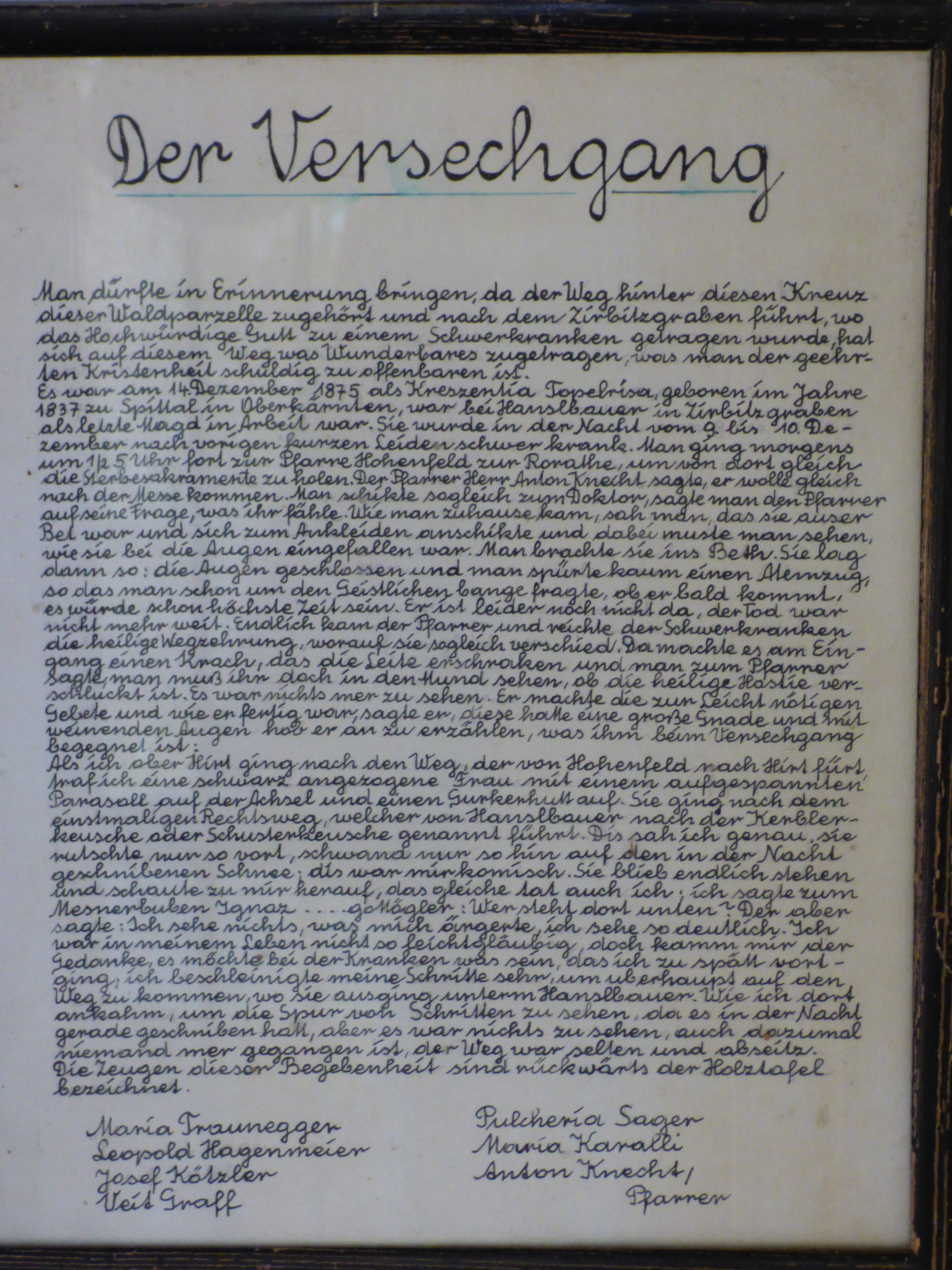
Bericht aus der Ruhsdorfer Kapelle über Zirlitzgraben

Zirlitzgraben ist eine abgekommene Ortschaft im Kärntner Bezirk Sankt Veit an der Glan, auf dem Gebiet der heutigen Gemeinde Micheldorf.

## Lage
Die Ortschaft lag im Guttaringer Bergland, in der Katastralgemeinde Micheldorf, etwa ¾ km östlich von Ruhsdorf in dem vom Ruhsdorfer Bach gebildeten Graben sowie südlich oberhalb dieses Grabens.

## Geschichte
Bei Bildung der Ortsgemeinden im Zuge der Reformen nach der Revolution 1848/49 kam die Ortschaft Zirlitzgraben an die Gemeinde Friesach und somit zum Bezirk Sankt Veit an der Glan. Der Ort war der Pfarre Micheldorf, der Schule Hohenfeld und dem Postamt Friesach zugeordnet.
In der zweiten Hälfte des 19. Jahrhunderts gab man die zur Ortschaft gehörenden Höfe auf. Bei der Volkszählung 1880 wurde der Ort noch als Ortschaft – wenn auch ohne Einwohner – gelistet; bei der Volkszählung 1890 wurde die Ortschaft nicht mehr geführt.
1893 kam die Katastralgemeinde Micheldorf und damit der Bereich der ehemaligen Ortschaft Zirlitzgraben an die neu errichtete Gemeinde Micheldorf. 1921 wurde der Hof Steuerbauer unter den Bestimmungen des Wiederbesiedlungsgesetzes zum Erwerb angeboten.

## Bevölkerungsentwicklung
Für die Ortschaft ermittelte man folgende Einwohnerzahlen:
- 1869: 3 Häuser, 21 Einwohner[1]
- 1880: 2 Häuser, 0 Einwohner[3]